# Rhamphomyia nitidistriata
Rhamphomyia nitidistriata är en tvåvingeart som beskrevs av Saigusa 1964. Rhamphomyia nitidistriata ingår i släktet Rhamphomyia och familjen dansflugor. Inga underarter finns listade i Catalogue of Life.